# Eduard Wirsing

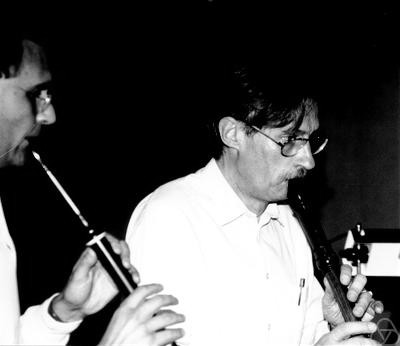
Eduard Wirsing, 1986

Eduard Wirsing (* 28. Juni 1931 in Berlin; † 22. März 2022 in Köln) war ein deutscher Mathematiker, der sich vor allem mit Zahlentheorie befasste.

## Leben
Wirsing studierte an der Universität Göttingen und der FU Berlin, an der er 1957 bei Hans-Heinrich Ostmann mit der Dissertation Über wesentliche Komponenten in der additiven Zahlentheorie promoviert wurde. 1967/68 war er Professor an der Cornell University und ab 1969 Professor an der Philipps-Universität Marburg, an der er seit 1965 war. 1970/71 war er am Institute for Advanced Study. Seit 1974 war er Professor an der Universität Ulm, an der er ab 1976 das Mathematische Kolloquium leitete. 1999 emeritierte er, blieb aber weiter wissenschaftlich aktiv. Wirsing organisierte Tagungen zur analytischen Zahlentheorie am Mathematischen Forschungsinstitut Oberwolfach. In seiner Freizeit spielte er Go und Schach, spielte Altblockflöte und bastelte elektronische Geräte. Auch als Wikipedia-Autor war er aktiv.
Wirsing starb 2022 im Alter von 90 Jahren. Er wurde auf dem Kölner Melaten-Friedhof in der Gruft der Familie Clouth beigesetzt.

## Werk
1960 bewies er eine Version des Satzes von Roth (1955) für algebraische Zahlkörper:
Sei {\displaystyle \alpha } algebraisch vom Grad {\displaystyle \geq 3}, dann gibt es nur endlich viele algebraische Zahlen {\displaystyle \beta } vom Grad n und der Höhe H, so dass
{\displaystyle \left|\alpha -\beta \right|<H^{-(2n+\varepsilon )}}
für beliebig kleine positive {\displaystyle \varepsilon }. Der Exponent auf der rechten Seite konnte von Wolfgang M. Schmidt 1970 verbessert werden (n+1 statt 2n).
1961 bewies er einen Satz über die asymptotischen Mittelwerte nicht-negativer multiplikativer Funktionen, wobei es ihm gelang unter gewissen Voraussetzungen zu zeigen, dass diese im Wesentlichen durch ihre Werte an den Primzahlen festgelegt sind (und nicht auch noch von Werten an den höheren Primzahlexponenten). 1967 verschärfte er seinen Satz noch weiter und konnte eine Vermutung von Paul Erdős beweisen (jede multiplikative Funktion, die nur die Werte 1 und −1 annimmt, hat einen Mittelwert).
Ende der 1950er Jahre gab er genaue Abschätzungen für das asymptotische Verhalten der Dichte vollkommener Zahlen.
1956 gab er mit Alfred Stöhr ein einfacheres Beispiel (als Juri Linnik 1942), dass es wesentliche Komponenten gibt, die keine Basis sind.
Er gab 1962 einen elementaren Beweis einer verschärften Form des Primzahlsatzes (mit Restglied). Elementare Beweise des Primzahlsatzes gaben zuerst Paul Erdős und Atle Selberg 1949.
Bekannt ist Wirsing auch für seine Arbeit über die Gauss-Kusmin-Levy Verteilung (nach Carl Friedrich Gauss, Rodion Ossijewitsch Kusmin, Paul Lévy). Dabei handelt es sich um asymptotische Abschätzungen für die Verteilung der Koeffizienten der regulären Kettenbruchentwicklung einer im Einheitsintervall gleichmäßig verteilten Zufallsvariablen. In diesem Zusammenhang führte er auch eine universelle mathematische Konstante (Gauss-Kusmin-Wirsing-Konstante) ein (siehe Mathematische Konstante).

## Schriften
- Approximation mit algebraischen Zahlen beschränkten Grades, Journal für Reine und Angewandte Mathematik, Band 206, 1961, S. 67–77
- Das asymptotische Verhalten von Summen über multiplikative Funktionen, Mathematische Annalen, Band 143, 1961, S. 7–103, Teil 2 in Acta Math. Acad. Sci. Hungar. 18, 1967, 411–447
- Elementare Beweise des Primzahlsatzes mit Restglied, Teil 1, Journal für Reine und Angewandte Mathematik, Band 211, 1962, S. 205–214 (Teil 2 Band 214/215, 1964, S. 1–18)
- mit Alan Baker, Bryan Birch On a problem of Chowla, J. Number Theory, Band 5, 1973, S. 224–236